# Robert Lilienberg
Gustaf Robert Lilienberg, född 14 augusti 1841 i Näsby vid Kristianstad, död 24 april 1929 i Engelbrekts församling, Stockholm, var en svensk jurist. Han var bror till Albert Lilienberg och far till Nils Lilienberg.
Lilienberg tjänstgjorde efter 1861 avslutade universitetsstudier i Lund under Svea hovrätt och blev där vice häradshövding 1866 och assessor 1874. Han utnämndes till revisionssekreterare 1880, expeditionschef i Justitiedepartementet 1884 och justitieråd 1887 samt erhöll avsked 1911. Han gjorde sig även känd som utgivare av åtskilliga lagtexter, särskilt det ansedda verket Svensk lagsamling (I-III, 1875-85).

## Utmärkelser
- Kommendör med stora korset av Nordstjärneorden, 18 september 1897.[3]
- Kommendör av andra graden av Danska Dannebrogorden, senast 1925.[3]